# في بوليتين
ڤي‌بوليتين (بالإنجليزية: vBulletin)‏ هو برنامج إدارة منتديات غير مجاني مبرمج بلغة البي إتش بي على قواعد بيانات ماي إس كيو إل تبرمجه شركة جيلسوفت.

## الماضي
في عام 1999 كان كل من جامز ليم وجون برسيفال يديرون موقع عن فيجوال بيسك وكان يستخدم لتشغيله برنامج المنتديات UBB.classic، عندما بدأ الموقع بالنمو لاحظوا ان البرنامج المستخدم لا يمكنه تحمل عدد الزوار. وفي فبراير 2000 قررا كتابة برنامجهما الخاص من أجل الموقع. في بادئ الأمر، كان المقرر هو إعادة كتابة UBB ولكن باستخدام بي إتش بي وماي إس كيو إل وكان البرنامج المقرر كتابته يخص منتداهم الذي يديرونه فقط، بعد أشهر قليله اعرب أحد مالكي UBB عن اعجابه بالبرنامج، لذا قام منشؤوا البرنامج بعرض بيعه على Infopop (الشركة المالكه لـ UBB) ولكن قوبل اقتراحهم بالرفض، وبسبب الطلب على البرنامج قام جون وجامز بإنشاء جيل سوفت وعرض برنامج للبيع، هكذا اتى vBulletin 1.
بعد مجموعه من الإصدارات المتتابعه، قرر الاثنان البدء بإصدار جديد يكون أكثر من مجرد إعادة كتابه لـ UBB وكانوا يريدون الدخول في المنافسة، وعندها بدأ vBulletin 2، بعد ذلك بقليل أصبح جامز ليم مدير الإدارة وجون برسيفال رئيس المطورين، وللمساعده في المشروع انضم مطورين اثنين وهما فريدي بينغهام ومايك سوليفان لإنهاء vBulletin 2 وانضم فيما بعد كيير داربي في المراحل التجريبية من vBulletin. كانت هذه الإصدارة ناجحه جدا وهي التي جعلت المنتج مشهورا.
في ديسمبر 2002 بدأ تطوير vBulletin 3 وقرر جون برسيفال التنحي عن منصبه كرئيس مطورين ومدير مشروع وانتقلت مهامه إلى كيير داربي، أخذ هذا الإصدار فترة طويله من أجل تطويره - ما يقارب السنتين - ولم يكن مجرد تحسين لـ vBulletin 2 ولكنه كان إعادة كتابه، على أي حال انتهى الإصدار 3 في مارس 2004.
في 2005 تم إصدار vBulletin 3.5 بهدف التخلص من عيوب 3.0 وفي 3 أغسطس 2006 تم إطلاق النسخة 3.6 كنسخه ثابته.

## بيع جيل سوفت
في 4 يوليو 2007 تم الإعلان انه تم بيع جيل سوفت لـ Internet Brands. المؤسس المشارك للشركه هو جامز ليم، اما جون برسيفال ترك الشركة من أجل ممارسة اهتماماته الأخرى.

## الإصدارات

### 3.8
الإعلان الأول عن هذا الإصدار كان في 4 أغسطس 2008. واعتمدت رسميا في 8 يناير 2009
الهدف من هذه الإصدار هو ادخال بعض التحسينات والمميزات الموجودة في الإصدار 3.7 لتخرج إصداره جديدة وهي 3.8
أما الهدف الثاني هو رغبة في‌بوليتين في انهاء مسيرة الإصدار الثالث بهذه الإصدارة.
من مميزات هذه الإصدارة بشكل عام:
- تحسين مناقشات المجموعة الاجتماعية
- إضافة تصانيف للمجموعات الاجتماعية
- إضافة نظام فلترة أو تصفية للرسائل الخاصة
- إضافة أيقونات للمجموعات الاجتماعية
- نقل ملكيات المجموعة الاجتماعية من شخص إلى آخر
- إضافة الرد السريع في نظام الرسائل الخاصة
- إضافة نظام تحديد كمية عدد الرسائل المرسلة في وقت محدد
- إضافة ابلاغ الإدارة عن أية رسائل خاصة مخالفة.

بالإضافة إلى العديد من الاضافات والتحسينات الأخرى

### 3.7
الإعلان الأول عن هذا الإصدار كان في 23 نوفمبر 2007. واعتمدت رسميا في 29 أبريل 2008
ولقد تمت عن النسخة السابقة بإضافات:
- الكلمات الدليلية للمواضيع
- البحث بالكلمات الدليلية
- إمكانية الأعضاء في التحكم في شكل ملفهم الشخصي
- إظهار الصور المرفقة بالأجاكس
- خاصية مواقع النشر
- مكتبة الصور

بالإضافة إلى العديد من الخصائص الأخرى.

### 3.6
تم في هذا الإصدار توفير مجموعه من التعديلات التي لم تكن متوفره في الإصدارات السابقة مثل:
- نظام الاقتباس المتعدد.
- نظام الإخلال.
- دعم الـ Podcast.
- نظام RSS

### 3.5
كان هذا الإصدار يعتني ببعض المشاكل التي واجهها المستخدمون في 3.0، وبعض التعديلات في هذا الإصدار:
- توفير دعم لـ أجاكس في بعض المواضع.
- توفير نظام واجهة برمجة التطبيقات لتسهيل عملية التطوير على مبرمجي الاضافات.

### 3.0
كان هذا الإصدار عباره عن امتدادات لإصدارات 2.0، وبعض الميزات التي كانت تميزه عن الإصدارات 2:
- استخدام لغة رقم النص الفائق القابلة للتمديد وصفحات الطرز المتراصة في القوالب.
- دعم تعدد اللغات.
- دعم محرر ما تراه هو ما تحصل عليه.

### الإصدارات 2
لم تعد هذه الإصدارات تحت التطوير إلا إذا كانت هناك تحديثات أمنية، ومن الميزات التي كانت تميز هذه الإصدارات عن الإصدارات 1 هي:
- الرسائل الخاصة.
- الاستفتاء.
- استخدام الصور الرمزية.
- لوحة تحكم للمستخدم.

### vBulletin Lite
vBulletin Lite كانت عباره عن إصداره مجانيه مصغره من vBulletin 1 لتسمح للعملاء ان يجربوا vBulletin على خوادمهم ويختبرون مدى التوافق، بعد vBulletin 2 تم إلغاء هذا الإصدار لانه لم يحدث منذ مده وكان يحتوي على مشاكل أمنية كما أن جيل سوفت كانت لا تريد قضاء وقت في إدارة منتجات غير تجاريه.

### الإصدارات 1
لم تعد هذه الإصدارات تحت التطوير أو الدعم، vBulletin 1 كانت الإصدارات الأولية لـ vBulletin، تحتوي هذه الإصدارات على نفس ميزات UBB.classic، كانت هذه الإصدارة مشهوره كما أنها كانت واحده من أوائل البرامج التي كتبت باستخدام بي إتش بي وماي إس كيو إل والتي تحتوي على مميزات UBB.classic.

## وصلات خارجية
- الموقع الرسمي

لم يتم العثور على روابط لمواقع التواصل الاجتماعي.